# Inmolación

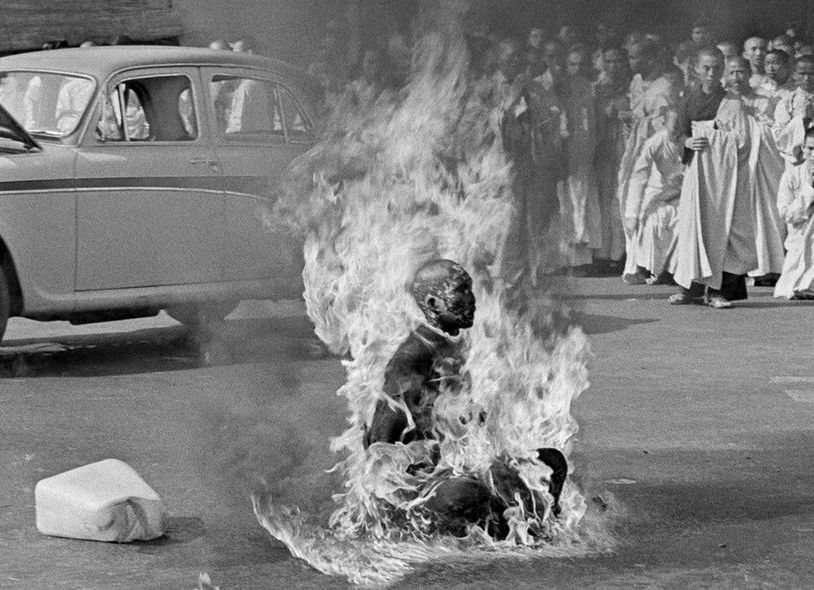
El monje budista Thích Quảng Đức inmolandose en Saigón en forma de protesta contra la crisis budista de 1963 en Vietnam del Sur.

La inmolación (del latín inmolare, que significa 'espolvorear con harina'), también llamada autoinmolación o «quemar a lo bonzo», es el sacrificio ritual de una ofrenda en honor de la divinidad, particularmente cuando la ofrenda se trata de la vida de una víctima, animal o humana. Por extensión se ha dado también este nombre al suicidio por motivos religiosos, de protesta, desobediencia civil en el que la persona se rocía con un líquido inflamable. En los últimos años se ha extendido esta forma de inmolación como forma de protesta política en el Tíbet, en el mundo árabe y en Europa, como en los años 60 con motivo de la guerra de Vietnam o la invasión de Checoslovaquia.

## Inmolación religiosa
Ya se cuenta, por restos arqueológicos hallados e interpretaciones antropológicas al respecto, con conocimiento de inmolaciones en la era prehistórica. Se construían altares de piedra donde se sacrificaban a animales, generalmente como ofrendas a dioses relacionados con aspectos de la naturaleza, en pos de conseguir lluvia, cosechas fértiles.
Algunas religiones incluyen entre sus prácticas la inmolación como método para llegar de forma rápida y sin pecados al reino de los cielos. Aunque es verdad que dicha práctica puede no estar en muchas, o todas, de las doctrinas religiosas, el simple hecho de su predicación por parte de algunos líderes espirituales, normalmente extremistas, hace que cientos de seguidores estén dispuestos a dar su vida.

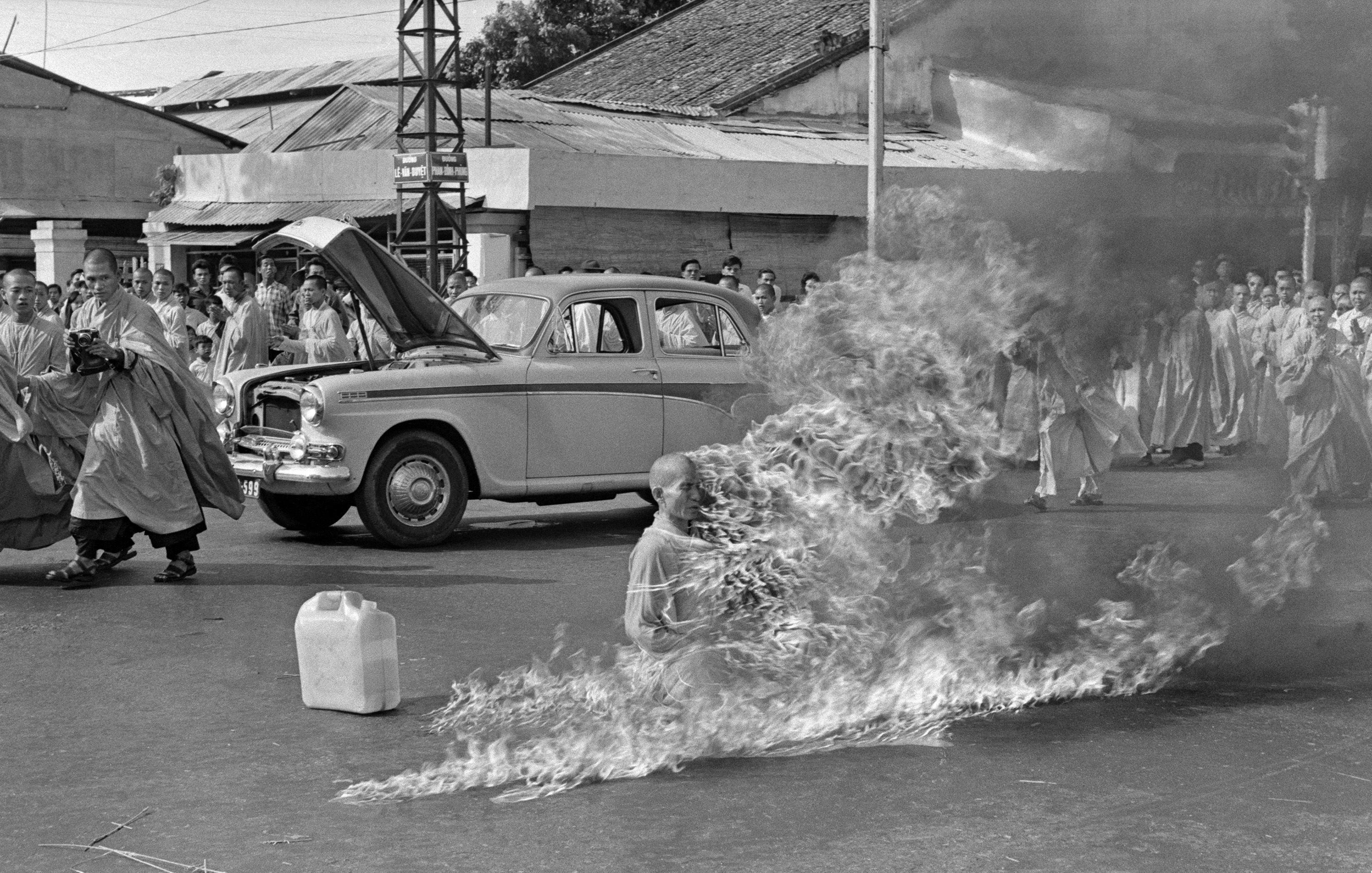
El monje Thích Quảng Đức, auto-inmolándose durante el incidente budista de 1963. Vietnam del Sur, 1963.

## Inmolación política

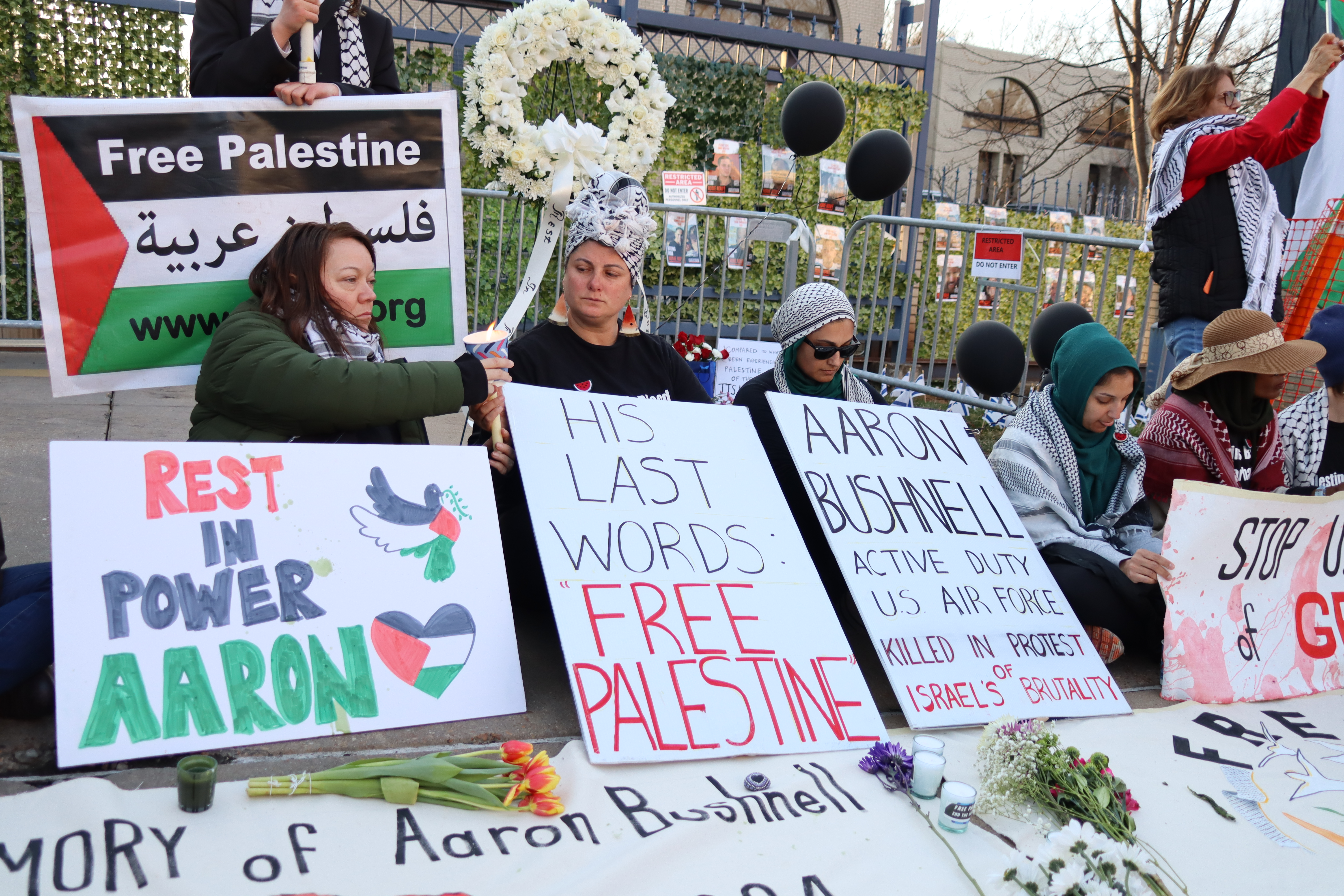
Vigilia en recuerdo de Aaron Bushnell en Washington D. C. (26 de febrero de 2024)

Las autoinmolaciones suelen ser declaraciones públicas y políticas de las que suelen informar los medios de comunicación. Pueden ser vistos por otros como un tipo de suicidio altruista por una causa colectiva, y no tienen la intención de infligir daño físico a otros ni causar daños materiales. Atraen la atención sobre una causa específica y aquellos que sufren el acto pueden ser vistos como mártires . La autoinmolación no garantiza la muerte del quemado; los supervivientes de la autoinmolación sufren graves desfiguraciones a causa de las quemaduras resultantes.

## Ejemplos representativos
En los años 60 hubo una serie de inmolaciones de monjes budistas vietnamitas como protesta contra el gobierno de Vietnam del Sur. El primero fue Thich Quang Duc, que se suicidó quemándose en una zona muy concurrida de Saigón el 11 de junio de 1963. El método sería posteriormente repetido por otras muchas personas a modo de protesta, normalmente de carácter político. De ahí surgió la expresión quemarse a lo bonzo, que se tomó del japonés 坊主 bōzu (monje).
Uno de los ejemplos más representativos fue Thich Quang Duc, quien protestaba por la opresión a los vietnamitas sufrida a manos del presidente Ngo Dinh Diem. El monje se mantuvo completamente inmóvil mientras se consumía por las llamas, sin emitir ningún tipo de señal que advirtiera de su dolor. Tras su muerte, y de acuerdo con la tradición, la comunidad incineró sus restos. Pero su corazón, que permaneció intacto después de su inmolación, se le consideró sagrado y fue puesto bajo el cuidado del Banco Nacional de Vietnam.

### SigloXX
- 11 de junio de 1963, Thích Quảng Đức, murió  tras quemarse en una calle muy transitada de Saigón en señal de protesta contra las persecuciones que sufrían los budistas por parte del gobierno vietnamita de Ngô Đình Diệm.
- 2 de noviembre de 1965, Norman Morrison se prendió fuego frente al Pentágono como protesta por las matanzas de la guerra de Vietnam.[3][4]
- 12 de septiembre de 1968, Ryszard Siwiec, fue la primera persona en suicidarse por inmolación en protesta contra la invasión de Checoslovaquia por el Pacto de Varsovia.
- 16 de enero de 1969, Jan Palach se prendió fuego en la plaza de San Wenceslao, Praga, como protesta por la invasión de Checoslovaquia por las tropas del Pacto de Varsovia, que puso fin a la Primavera de Praga. "Pallach es recordado hoy en su país y toda Europa como un héroe de la lucha contra el totalitarismo soviético, y cuenta en Praga con una plaza a su nombre y varios monumentos conmemorativos".
- Abril de 1970, el ambientalista chileno Rafael Elizalde MacClure se quemó hasta morir en Santiago de Chile, en medio de un cuadro depresivo influido por una visión pesimista con respecto a la crisis climática que veía en el mundo.[5]
- Septiembre de 1970, el que luego sería senador vasco Joseba Elósegui, se prendió fuego a sí mismo durante la inauguración de los Campeonatos mundiales de pelota que presidía el dictador Francisco Franco en el Frontón de Anoeta (San Sebastián, Guipúzcoa, España).[6]
- 14 de mayo de 1972, el estudiante y disidente lituano Romas Kalanta se autoinmoló en protesta contra la ocupación soviética de Lituania.
- Octubre de 1978, una mujer se prendió fuego frente a la sede de las Naciones Unidas en Ginebra[7]
- 11 de noviembre de 1983, Sebastián Acevedo, un obrero chileno, de la ciudad minera de Coronel, se inmoló en los escalones de la catedral de Concepción, Chile para protestar por la desaparición de sus hijos a manos de la CNI.[8]
- 10 de enero de 1984, el joven panameño Rolando Alberto Pérez Palomino se prendió fuego frente a la Embajada de Estados Unidos en Panamá, a la cual señaló en su carta testamento como "una de las representaciones del crimen y del hambre de millones de seres humanos".[9]

### SigloXXI
- 11 de abril de 2001: el exsenador argentino de la Unión Cívica Radical Manuel de Arma se suicida en La Plata frente a la Casa de gobierno provincial frente a un importante número de periodistas (pese a no haberlos convocado). Los motivos de su suicidio se debieron a presiones políticas.[10]
- 30 de noviembre de 2001, Eduardo Miño murió frente al Palacio de la Moneda en Santiago de Chile en señal de protesta debido a la nula respuesta del Gobierno de Chile ante la grave enfermedad denominada asbestosis, padecida por centenares de trabajadores y familias aledañas a la empresa Pizarreño. En su carta final de denuncia escribió "Mi alma que desborda humanidad ya no soporta tanta injusticia". La banda chilena Los Bunkers compuso la canción 'Miño' en su memoria.
- 27 de agosto de 2007, un hombre que se cree que tenía problemas mentales se inmoló en la Plaza Roja de Moscú, cerca del Kremlin.[11]
- 4 de septiembre de 2007, un ciudadano rumano se roció con gasolina y se prendió fuego ante la Subdelegación del Gobierno Español en Castellón de la Plana (Comunidad Valenciana, España).[12] El hombre que sufrió quemaduras en el 70% de su cuerpo, murió el 19 de septiembre en el Hospital La Fe de Valencia.[13]
- 7 de diciembre de 2007, una mujer senegalesa se inmoló ante la Alcaldía de Roma en presencia del presidente de su país, Abdoulaye Wade, en lo que se interpretó como un gesto de protesta contra él.[cita requerida]
- 30 de septiembre de 2008, Ramiro Guillén Tapia, dirigente campesino del estado de Veracruz, México, se inmoló, frente al Palacio de Gobierno de ese estado.[14] La acción estuvo motivada a protestas de grupos campesinos de la región que exigían del gobierno una respuesta a sus problemas. Murió el 1° de octubre de 2008, luego de presentar quemaduras en un 90% de su cuerpo e incineración de las vías respiratorias.[15]
- 20 de febrero de 2010. Hyderabad, un estudiante se prendió fuego durante una protesta en la India en demanda de la separación del estado de Telangana. En diciembre, el gobierno federal se había comprometido a reconocerla tras una huelga en la región, pero no se han dado avances al respecto y desde entonces se registran esporádicas y fuertes manifestaciones.[16]
- 25 de marzo de 2010, una ciudadana peruana, identificada como Hilda Primitiva Córdova Ramírez (61), se inmoló en plena vía pública, cerca de su domicilio, ubicado en el barrio de Monterey, en el estado de California (Estados Unidos). La mujer se roció alcohol y, luego, se prendió fuego, ante la atónita mirada de los transeúntes. La peruana fue llevada aun con vida a un centro de salud cercano, donde falleció´.[17]
- 17 de diciembre de 2010, el tunecino Mohamed Bouazizi se inmoló enfrente de un establecimiento público tras la confiscación de sus medios de vida como vendedor ambulante por la policía de la ciudad de Sidi Bouzid, un presunto maltrato por parte de la misma y la falta de atención del organismo local en el que intentó poner una denuncia. Este suicidio es considerado detonante del inicio de crisis política de Túnez de 2010-2011 -Revolución tunecina- que provocó la huida del país del presidente Zine El Abidine Ben Ali.
- 17 y 18 de enero de 2011, siguiendo el ejemplo del estudiante Mohamed Bouazizi, y en protesta contra los gobiernos de sus propios países se llevan a cabo autoinmolaciones en el mismo Túnez (2), en Egipto (4), en Mauritania (1) y en Argelia (1), en algunos casos con resultado de muerte y en otros heridas de diversa gravedad. Estas protestas contribuyeron a las Protestas de Egipto de 2011 y a las Protestas de Argelia de 2011.[18][19]
- 22 de enero de 2011 El saharaui Mohamed Lamin Uld Salek Uld Mahmudi Said sigue la estela de protestas iniciada por Mohamed Bouazizi quemándose a sí mismo en el Smara (territorios ocupados por Marruecos) en una desesperada protesta por la libertad del pueblo saharaui.
- 26 de abril de 2011 Un empleado de la compañía francesa France Telecom se inmoló en el aparcamiento de la sede donde trabajaba, cerca de Burdeos. Este suicidio es el número 44 en un año y medio en dicha compañía de telecomunicaciones.[20]
- 16 de septiembre de 2011 Durante la crisis financiera de Grecia un hombre arruinado tras haber solicitado varios préstamos bancarios se quema ante un banco griego.[21]
- 20 de enero de 2012 Tres jóvenes licenciados en paro marroquíes tratan de inmolaron en Rabat a modo de protesta contra el Gobierno de Marruecos.[22]
- 26 de enero de 2012 Abderrahim Bukrin, un hombre de unos 50 años de edad, se inmoló en la ciudad de Kelaât Sraghna, en Marruecos. El responsable de la Asociación Marroquí de Derechos Humanos (AMDH) en esta localidad apuntó que la víctima vivía en un barrio popular de esta ciudad y tenía abierto un proceso de divorcio en el mismo tribunal en el que se prendió fuego. Este accidente se produce después de que el 24 de enero de 2012, un joven universitario que exigía un puesto de trabajo en la administración pública, falleció tras quemarse de igual forma frente al Ministerio de Educación de Rabat.[23]
- 9 de febrero de 2012 En Ribarroja del Turia, Valencia (España) un ciudadano de 56 años, de nombre Félix, casado y con hijos, perdió su puesto de trabajo en la agricultura. El día de los acontecimientos fue el primero que no tenía que ir a trabajar. Después de haber comentado sus intenciones en su bar habitual, se acercó hasta un garaje donde guardaba una moto, y utilizó la gasolina del depósito para rociarse con ella y posteriormente prenderse fuego. Merece la pena destacar que la noticia no transcendió más allá de su propio municipio.[24][25]
- 26 de marzo de 2012 Janphel Yeshi, un joven exiliado tibetano de 27 años de edad, se inmoló en la ciudad de Nueva Delhi, India. La protesta se fundamenta en el descontento de la visita del primer ministro chino Hu Jintao a India, ya que China continúa con su mandato sobre el Tíbet impidendo así la independencia y autodeterminación reclamada por el pueblo tibetano.[26]
- 15 de mayo de 2012 un hombre se prendió fuego en el exterior del tribunal de Oslo donde era juzgado el ultraderechista Anders Breivik, el autor del doble atentado terrorista que mató a 77 personas en julio de 2011.
- 14 de julio de 2012 Un indignado israelí intenta prenderse fuego en las manifestaciones del aniversario de las movilizaciones en contra de la injusticia social. Antes de intentar quemarse repartió y leyó una carta de protesta contra el gobierno israelí.[27]
- 11 de septiembre de 2012 Héctor Gustavo García Maya, un sexagenario mexicano, se inmoló en la ciudad de Playa del Carmen, en México. Se desconocen los motivos de esta decisión.
- 23 de noviembre de 2012 Daniel F. H., de 41 años y natural de Lasarte-Oria (Guipúzcoa, España), se inmoló en la carretera de la pequeña localidad de Villafrades de Campos (localidad de 91 habitantes en Valladolid, España).[28]
- 2 de enero de 2013. Un hombre de 57 años se inmoló delante en las puertas del Hospital Regional de Málaga (España).[29]
- 6 de enero de 2013. Un hombre se inmoló en el aparcamiento de un centro comercial en San Quirico de Tarrasa Barcelona (España).[30]
- 18 de febrero de 2013. Una mujer de 47 años y tres hijos, que se enfrentaba a un desahucio, se roció de gasolina y se prendió fuego en la sucursal bancaria de Caja Rural de la localidad de Almazora (Castellón), que iba a quedarse con la vivienda.[31]
- 22 de abril de 2013. Dos hermanos intentaron inmolarse en la puerta de la Casa Rosada en Argentina. Tienen 32 y 34 años y fueron trasladados al hospital Argerich. Se rociaron con nafta y llegaron a encender el fuego, pero los bomberos lo apagaron de inmediato.[32]
- 3 de junio de 2013. Un hombre se quema a lo bonzo ante la delegación de Igualdad y Bienestar Social de la Junta de Andalucía.[33]
- 3 de junio de 2013. Una mujer amiga de Nora Dalmasso, se quema a lo bonzo en su casa en Río Cuarto, Córdoba, Argentina.[34]
- 10 de septiembre de 2013. Un hombre se inmola en la Av. de la Libertad en Murcia, como protesta por la actuación de los servicios sociales con respecto a sus hijas.
- 4 de diciembre de 2013. Joven argentino de 17 años de edad. Se roció con bencina y se incendió frente a los compañeros de su escuela, en la clase de física. El adolescente gritaba, lloraba y decía que su familia no lo quiere. "Nunca me sentí tan solo" había escrito en su biografía de Facebook la noche anterior al suceso. Está en grave estado.[35]
- 2 de junio de 2014. Chile, chofer del Transantiago identificado como Marco Antonio Cuadra Saldías ex sindicalista de la empresa Redbus que fue despedido se roció con combustible y se inmoló gritando que "lo hacía por los abusos y los no pagos a sus compañeros", falleció por las quemaduras provocadas.[36]
- 5 de marzo de 2015. Ngaba, Región de Amdho, Tíbet. Norchuk, una señora tibetana de 47 años se prendió fuego como protesta a la situación de represión que vive el pueblo tibetano en Tíbet tras la ocupación China.[37]
- 30 de junio de 2015. Un hombre fallece al prenderse fuego en el primer vagón de un Shinkansen (tren bala japonés) con trayecto Tokio-Osaka.[38]
- 13 de noviembre de 2015. Un líder[36] sindical se inmola en una rueda de prensa en Mongolia como protesta contra la privatización de una empresa de extracción de carbón.[39]
- 1 de agosto de 2016. Una joven marroquí se suicidó en Bengeir, el centro de Marruecos, inmolándose al enterarse de que un juez absuelve a los hombres que la habían violado y grabado por presiones de personas poderosas, ante el miedo de saber que los agresores están sueltos y tienen el vídeo.[40]
- 27 de octubre de 2016. Un hombre se quema a lo bonzo frente a una gasolinera en Valls, Tarragona.[41]
- 13 de mayo de 2017. Un joven músico se inmola y lo retransmite en vivo por Facebook en Tennessee, EE. UU.[42]
- 2 de enero de 2018. Una mujer de 34 años de edad, madre de 5 hijos, se inmola frente a su expareja tras la negativa de esta de recomponer la relación. Sucede en la ciudad de Caleta Olivia, provincia de Santa Cruz, Argentina. La mujer padece quemaduras en el 95% de su cuerpo y fallece al día siguiente.[43]
- 18 de enero de 2019. Un hombre se inmoló en la Plaza de Wenceslao, en el centro de Praga, coincidiendo con el 50 aniversario de la muerte de  Jan Palach.[44]
- 31 de julio de 2019. Un hombre de 49 años, inmigrante ilegal en Bélgica, originario de Guinea, se inmoló en frente del Palacio de los Príncipes-Obispos de Lieja, después de haber perdido su permiso de residencia.[45]
- 16 de marzo de 2021. Un joven de 25 años, productor musical, se prende fuego en San Pedro de la Paz, Chile, por razones hasta ahora desconocidas.[46]
- 22 de septiembre de 2021. Un hombre de 32 años se rocía con un líquido inflamable y lo enciende, produciéndosele quemaduras en un 80% de su cuerpo en la Plaza Independencia de Montevideo, donde es asistido por personal de bomberos y policías prestadores de servicios en la Torre Ejecutiva. El hombre falleció el 23 de septiembre de 2021 cerca del medio día en Centro Nacional de Quemados (Cenque).
- 15 de abril de 2022. Mario Carrión Rozas, hermano de Pedro Carrión, empresario de Algarrobo quién fue secuestrado y asesinado, decide inmolarse con un cilindro de gas frente a La Moneda, la causa sería a modo de protesta respecto al secuestro, desaparición y asesinato de diversas personas y la solicitud de justicia por su hermano fallecido.[47]
- 25 de febrero de 2024. Aaron Bushnell, uniformado de la Fuerza Aérea de los Estados Unidos, decidió inmolarse frente a la embajada israelí en Washington D. C. indicando que no quería ser cómplice del genocidio que estaba llevando a cabo Israel en Gaza desde 2023.[48]